# Шкурихина, Дарья Валерьевна
Дарья Валерьевна Шкурихина (3 октября 1990, Казань) — российская гимнастка, член национальной сборной России (с 2005 года). Олимпийская чемпионка 2008 года. Чемпионка мира 2007 года в многоборье и отдельных видах. Двукратная чемпионка Европы 2006 и 2008 годов.
В октябре 2008 года спортсменка заявила о завершении спортивной карьеры. Выступала за МГФСО и «Динамо» Москва.

## Награды и звания
- Орден Дружбы — За большой вклад в развитие физической культуры и спорта, высокие спортивные достижения на Играх XXIX Олимпиады 2008 года в Пекине[1]
- Заслуженный мастер спорта России